# Szusevo (Kumanovo)
Szusevo (macedónul: Сушево, szerbül Сушево) település Észak-Macedóniában, a Északkeleti körzetben, Kumanovo községben.

## Népesség
| Lakosok száma | 285  | 309  | 289  | 193  | 123  | 67   | 58   | 34   | 7    |
|               | 1948 | 1953 | 1961 | 1971 | 1981 | 1991 | 1994 | 2002 | 2021 |

- 1994-ben 58 lakosa volt, akik közül 57 szerb és 1 macedón.
- 2002-ben 34 lakosa volt, akik közül 30 szerb, 3 macedón és 1 albán.